# Kanton Seclin-Sud
Seclin-Sud (Nederlands: Sikelijn-Zuid) is een voormalig kanton van het Franse Noorderdepartement. Het kanton maakte deel uit van het arrondissement Rijsel. In 2015 is dit kanton opgegaan in de nieuw gevormde kantons Faches-Thumesnil en Annœullin.

## Gemeenten
Het kanton Seclin-Sud omvatte de volgende gemeenten:
- Allennes-les-Marais
- Annœullin
- Bauvin
- Camphin-en-Carembault
- Carnin
- Chemy
- Don
- Gondecourt
- Herrin
- Provin
- Seclin (deels, hoofdplaats)